# Herbert Dachs
Herbert Dachs (* 6. Juli 1943 in Salzburg) ist ein österreichischer Politikwissenschaftler.

## Leben
Herbert Dachs besuchte die Volksschule in Eben im Pongau und in der Folge das Humanistische Gymnasium in Salzburg. Ab 1963 studierte er zunächst Philosophie, dann Geographie und Geschichte mit Schwerpunkt Zeitgeschichte an der Universität Salzburg. 1970 erwarb er das Doktorat mit einer Dissertation bei Fritz Fellner zum Thema Die politische Haltung der an Österreichs Universitäten lehrenden Historiker in den Jahren 1918-1930. Ab März 1971 war Dachs als Universitätsassistent am Institut für philosophische Gesellschaftslehre und Politische Theorie bei Franz-Martin Schmölz an der Theologischen Fakultät, später am Senatsinstitut für Politikwissenschaft tätig. 1981 habilitierte sich Dachs für Politikwissenschaft mit der Schrift Schule und Politik. Die politische Erziehung an den österreichischen Schulen 1918-1938. Ab 1987 war er außerordentlicher Professor am Senatsinstitut für Politikwissenschaft, von 1999 bis 2008 ordentlicher Professor am Institut für Politikwissenschaft der Universität Salzburg.

## Auszeichnungen
- 1975 Franz-Rehrl-Preis
- 1981 Leopold-Kunschak-Preis
- 2003 Silbernes Ehrenzeichen des Landes Salzburg
- 2005 Großes Silbernes Ehrenzeichen für Verdienste um die Republik Österreich[1]
- 2007 Montfortorden in Silber des Landes Vorarlberg
- 2010 René-Marcic-Preis

## Schriften (Auswahl)
- Österreichische Geschichtswissenschaft und Anschluss 1918–1930. Wien/Salzburg 1974, 265 Seiten.
- Schule und Politik. Die politische Erziehung an Österreichs Schulen 1918–38. Jugend & Volk, Wien 1982, 480 Seiten.
- Aufklärung und menschliches Maß. 25 Jahre Salzburger Humanismusgespräche 1965–1990. ORF, Salzburg 1992, 149 Seiten.
- Hrsg. mit Peter Gerlich, Wolfgang C. Müller: Die Politiker: Karrieren und Wirken bedeutender Repräsentanten der Zweiten Republik. Manz, Wien 1995, 663 Seiten.
- Mit Franz Fallend und Elisabeth Wolfgruber: Länderpolitik. Politische Strukturen und Entscheidungsprozesse in den österreichischen Bundesländern. Signum, Wien 1997, 431 Seiten.
- Roland Widder, Herbert Dachs (Hrsg.): Geschichte der österreichischen Bundesländer seit 1945. Burgenland. Vom Grenzland im Osten zum Tor in den Westen. Band 5. Böhlau Verlag, Wien 2000, ISBN 3-205-98786-1.
- Das Gratisschulbuch im Widerstreit. Die österreichische Schulbuchaktion – eine Erfolgsgeschichte. Fachverband der Buch- und Medienwirtschaft, Wien 2005, 89 Seiten.
- mit Peter Gerlich, Herbert Gottweis, Helmut Kramer, Volkmar Lauber, Wolfgang C. Müller, Emmerich Tálos (Hrsg.): Politik in Österreich. Das Handbuch, Wien 2006, ISBN 3-214-07680-9.